# Тиждень моди в Мілані
Тиждень моди в Мілані (італ. Settimana della moda di Milano) — виставка одягу, що проводиться кожні пів року в Мілані, Італія. Майбутня мода осінь-зима демонструється в лютому-березні кожного року, а майбутня мода весна-літо — у вересні-жовтні. Багато дизайнерів демонструють нові дизайни та майбутні колекції. Тиждень моди в Мілані входить до «Великої п'ятірки» глобальних тижнів моди разом із Нью-Йорком, Парижем, Лондоном і Токіо.